# Tratament termic
Tratamentele termice reprezintă un ansamblu de operații succesive de încălzire și de răcire, efectuate în condiții precizate de temperatură, cu anumite viteze și în anumite medii, aplicate în scopul obținerii unor piese metalice cu structuri și proprietăți mecanice determinate. În cazul oțelurilor, tratamentele termice implică operații de încălzire și de răciri care pot schimba cantitatea, distribuția și natura fazelor structurale principale: ferită și cementită. Baza teoretică a tratamentelor termice (TT) o  constituie transformările de structură, în funcție de modificarea temperaturii. Structura este caracterizată prin natura, distribuția și cantitatea constituenților structurali.

## Criterii de clasificare a proceselor termice
Privind asupra rezultatelor obținute, există două tipuri de astfel de tratamente termice: tratamente preliminare-asemenea celor de recoacere pentru obținerea unor produse precum: pieselor turnate, aliajelor și tratamente secundare sau finale care se aplică diferitelor piese, doar când acestea au depășit deja etapa întâi, și în urma prelucrărilor de ordin mecanic. De asemenea, un alt criteriu de clasificare a tratamentelor termice este reprezentat de natura materialelor asupra cărora se aplică procedeul termic. Astfel, amintim două categorii de materiale: feroase și neferoase. 
Un alt criteriu de clasificare a proceselor termice este natura transformării. Astfel, vom avea: de recoacere, de călire, de revenire și tratamente termochimice.  Rămânând la etapa clasificărilor, recoacerea de tip I se împarte sistematic în: recoacerea de omogenizare-aplicată pieselor masive, la temperaturi de 1100-1200 ˚C, în timp de 8-20 de ore. Recoacerea de recristalizare aplicată oțelurilor deformate la rece, temperatura necesară desfășurării operației fiind cuprinsă între 660-700˚C-va fi adaptată în funcție de compoziția oțelului, timpul alocat fiind de 0,1-1,5 ore. Încadrată în categoria recoacerii de tip I-recoacerea de detensionare-aplicată produselor deja prelucrate, care conțin tensiuni reziduale datorită răcirii, la temperaturi cuprinse între 350-600 ˚C, pe parcursul a 1-3 ore. Recoacerea de tipul II constă într-o încălzire supracritică a oțelului însumează: recoacerea completă, cea izotermă, incompletă, recoacerea de înmuiere, respectiv recoacerea de normalizare.

## Scopul tratamentelor termice
O caracteristică definitorie a tratamentelor termice constă în rezultatul obținut și anume, modificarea proprietăților materialului din care a fost fabricată piesa, de exemplu mărirea durității sau micșorarea durității, fără însă a fi modificate considerabil forma sau dimensiunile piesei. Așadar, survine o serie de schimbări doar în privința structurii piesei respective. 

## Operațiile principale ale tratamentului termic
În cadrul tratamentului termic, operațiile de bază sunt cele principale: încălzire, menținere, răcire. Fiecare dintre acestea pot fi reprezentate cu ajutorul unei diagrame de tratament termic având în abscisă timpul și în ordonată temperatura. În diagramă se indică valorile parametrilor de regim: temperatura de încălzire, timpul necesar încălzirii, durata de menținere la temperatura de încălzire, viteza de răcire după menținere. Acestea sunt precedate, respectiv succedate de operații auxiliare. Anterior, proceselor principale, există operații precum: curățire, protejare, spălare. Posterior acelorași procese principale, vorbim despre: curățire, îndreptare, control. 

## Operația de încălzire
Operația de încălzire reprezintă între 40-80% din întregul proces termic. Aceasta poate fi efectuată fără menținere, ori cu menținere izotermă. 

## Operația de menținere
Desăvârșirea operației de menținere se concretizează prin egalizarea temperaturii și ducerea la bun sfârșit a proceselor de transformare structurală. Parametrii unei astfel de operații sunt: temperatura și durata de menținere, gradul de egalizare. 

## Operația de răcire
Operația de răcire. În cazul unei astfel de operații, rezultatele obținute făcând referire la proprietățile produselor finale, sunt în concordanță cu modul de execuție al acestei operații. La fel ca în cazul operației de menținere, parametrii ce susțin procesul de răcire sunt: temperatura inițială, viteza și durata de răcire. 